# バルダルブンガ山
バルダルブンガ山（アイスランド語: Bárðarbunga, [ˈpaurðarˌpuŋka]; 英語: Bardarbunga）は、アイスランド南東部にある成層火山である。標高は、同国最高峰クヴァンナダルスフニュークル山（2109m）に次ぐ2009m。山体は広大なヴァトナヨークトル氷河に覆われている。

## 2014年の噴火
8月16日バルダルブンガカルデラ内で地震活動が始まり、8月18日には北東への岩脈貫入開始。この貫入の先端は、その後の噴火地点まで40kmも移動していった。
8月26日に付近でM5.7の地震が発生。
8月29日、アイスランド気象庁がバルダルブンガ山の噴火活動が開始したと発表。バルダルブンガ山の北側、ホルフロイン（Holuhraun）という場所での600mほどの割れ目噴火であった。この場所は150年前の噴火でできた溶岩原でその時の噴火の割れ目を今回も使っている。
この噴火により当局は警戒レベルを最大の「赤」に引き上げ、同火山周辺上空の飛行を禁止にした。
その後噴火は一旦弱まり、8月31日に再開。割れ目の長さは、1500mほどに延伸した。
火山性ガスが噴出し風の流れにより、1000km以上離れたノルウェーやフィンランドでも観測された。

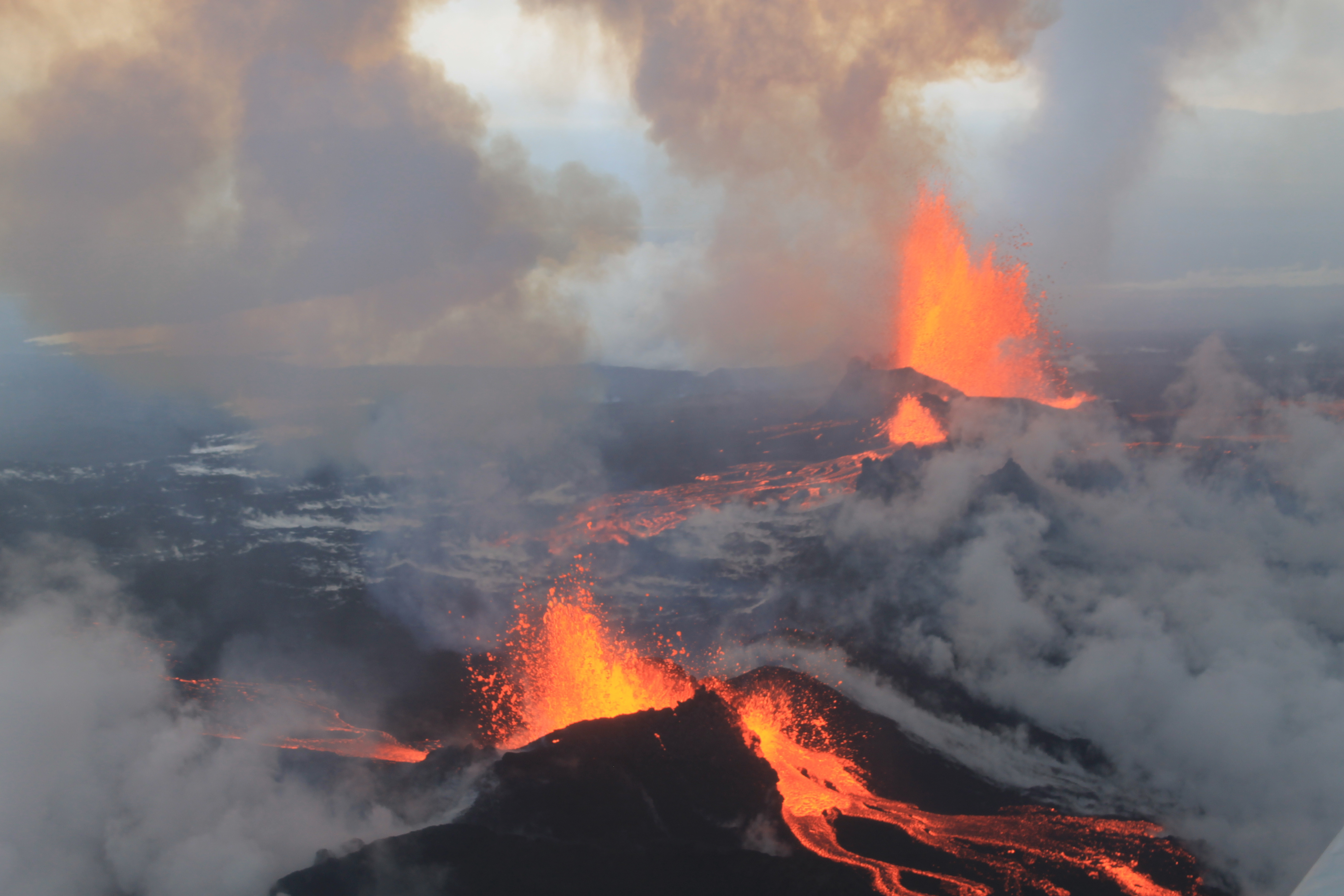
ホルフロインの割目から噴き出す溶岩、2014年9月4日
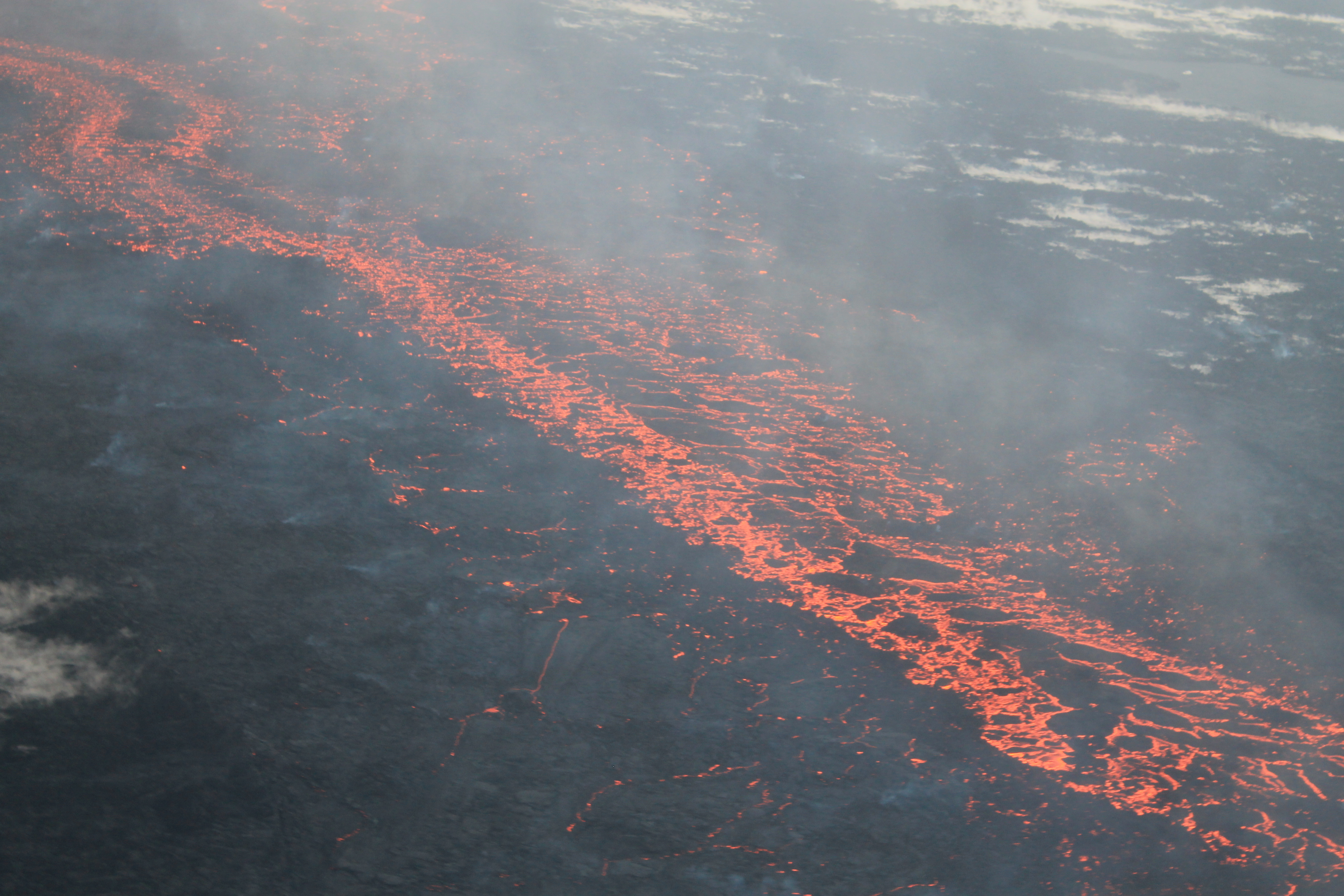
溶岩流、2014年9月4日
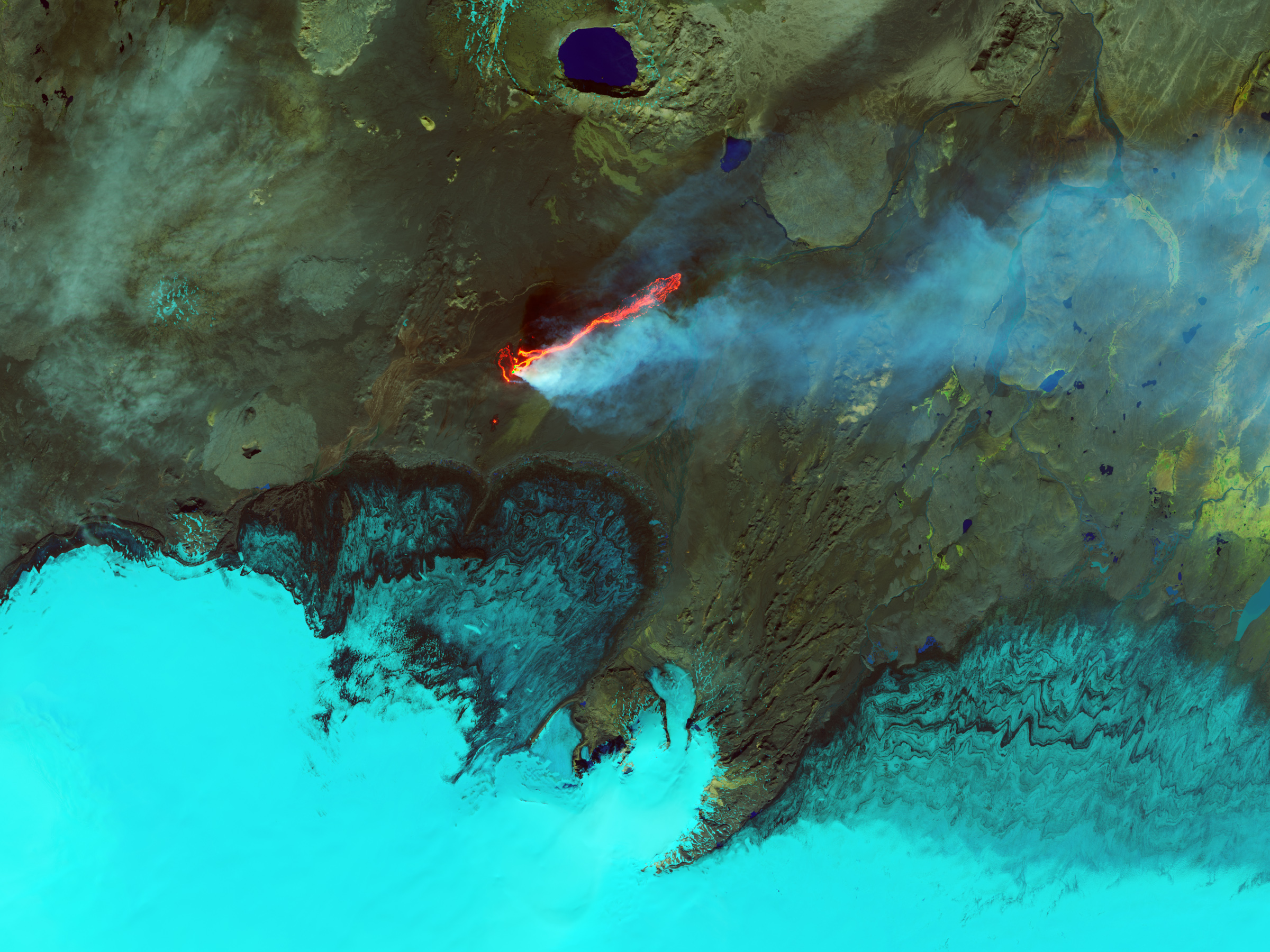
2014年9月6日。ヴァトナヨークトル氷河とホルフロインの割れ目火口。バルダルブンガ火山の中心は右端下あたり。上はアスキャカルデラ。拡大画像